# Убо Окелс
Убо Йоханес Окелс е холандски физик и бивш астронавт на ESA. През 1985 г. участва в полет на космическата совалка, което го прави първият холандски гражданин в космоса. Той не е първият роден холандец, защото е предшестван от натурализирания американец Лудвиг Ван Ден Берг. Oкелс е професор в Delft University of Technology.

## Биография
Роден е на 28 март 1946 г. в Алмело, Холандия. Получава магистърска степен през 1973 г., а през 1978 г. става доктор по физика и математика в университета в Грьонинген.

## Кариера в ЕКА
През 1978 г. той е избран от Европейската космическа агенция (ESA) като един от трите европейски специалисти да се обучават за мисиите Spacelab. През май 1980 г., съгласно споразумение между ЕКА и НАСА, Окелс и швейцарската астронавтка Клод Николие са избрани да започнат основен курс на обучение за астронавт – специалист на мисията, заедно с кандидат-астронавтите на НАСА в Космическия център „Линдън Джонсън“ в Хюстън, Тексас. Oкелс успешно завършва обучението си през август 1981 г.
Той се завръща в Spacelab и започва да се обучава като резервен специалист за работа на борда на Spacelab 1. Тази научноизследователска лаборатория за многократна употреба е построена от Европейската космическа агенция (ЕКА) и лети на борда на космическата совалка през ноември 1983 г. Spacelab 1 е съвместна мисия на НАСА и ЕКА. Той е дубльор на Улф Мерболд за полета мисия STS-9.
Окелс лети като специалист по полезния товар с екипажа на мисия STS-61A на совалката Чалънджър (30 октомври до 6 ноември 1985 г.). STS-61А е мисия на Западна Германия (D-1 – Spacelab-мисия). Това е първият полет с 8-членен екипаж (петима американци, двама германци и Oкелс), и първият полет, в който дейностите с полезния товар са били контролирани от страна извън САЩ: от контролния център на DLR в Германия. Повече от 75 научни експерименти са извършени в областта на физиологичните науки, материалознанието, биологията и навигацията. По време на мисията са пропътувани 2,5 милиона мили и са направени 110 обиколки на Земята, а продължителността и е 7 денонощия и 44 минути космоса.

## Други
- На името на Окелс е кръстен малък астероид от Международния астрономически съюз. Намира се между орбитите на Марс и Юпитер. Пълното име на обекта е 9496 Oкелс.
- Oкелс е член на Американското физическо дружество и на Европейското физическо дружество.
- От 1999 г. до 2003 г. той е ръководител на Службатана ЕКА за образователни проекти и информационни прояви.

## Личен живот
Oкелс е женен и има две деца.
През август 2005 г. е претърпял тежък инфаркт. Той се е възстановил и е подновил работата си в Университета по технологии Delft.